# Гора (Витебская область)
Гора — деревня в Чашникском районе Витебской области Белоруссии.

## Местоположение
Деревня Гора расположена в Чашникском районе Витебской области.

## Улицы
Деревня Гора разделена на основную часть, Садовый посёлок, Детский посёлок, Восово и Ленинский переулок.

## Электроэнергия
Основную часть электроэнергии деревне обеспечивает Лукомская ГРЭС. В деревне расположено три трансформаторные станции. Электроэнергию во всей деревне отключают периодичностью раз в 2-3 месяца, на 2 часа, для профилактики. Самая крупная остановка подачи электроэнергии была зафиксирована в августе 2009 года, когда произошла авария на Лукомльской ГРЭС.

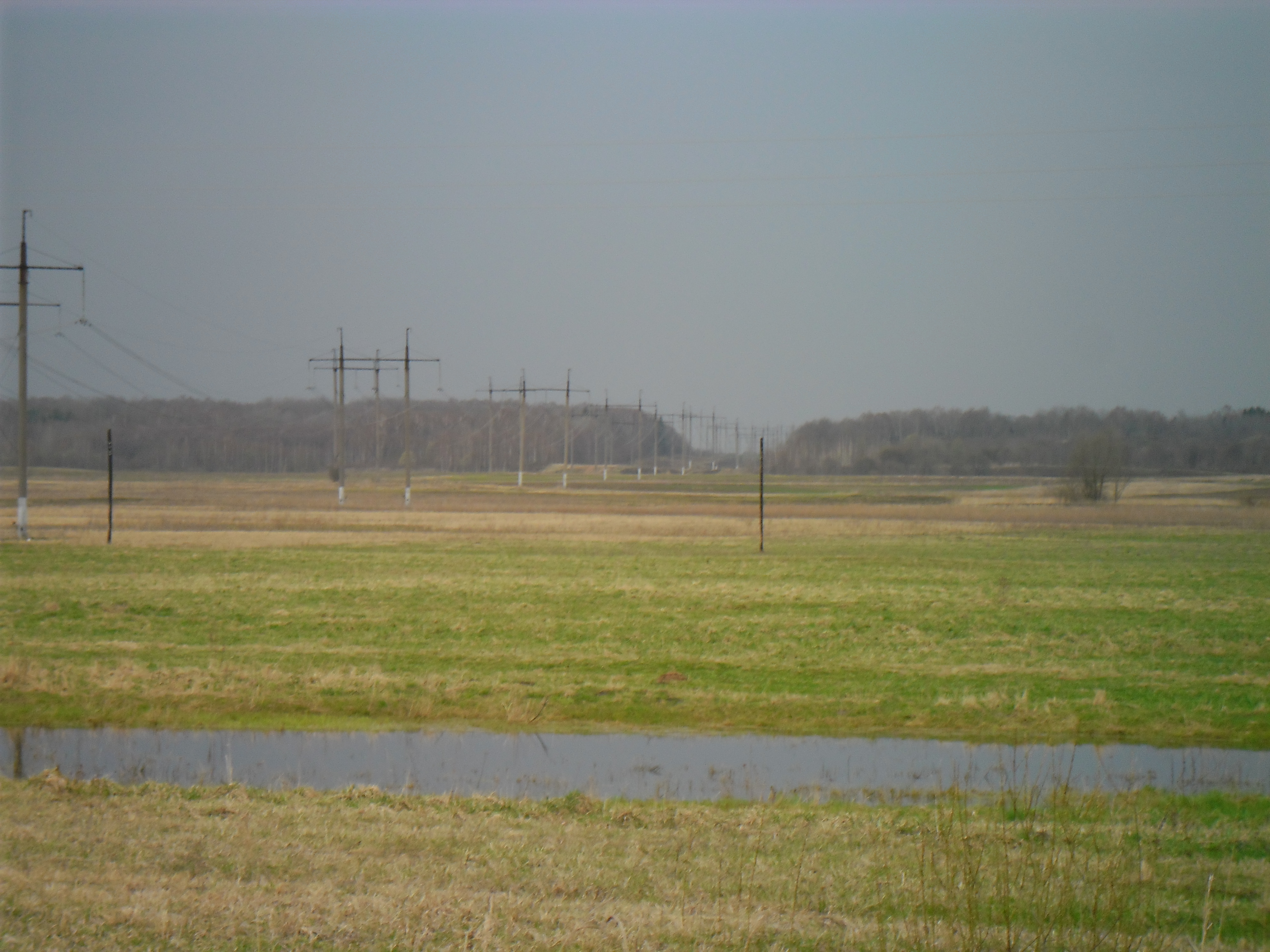
Высоковольтная линия электропередач, со стороны дороги Черея-Антополье

С востока от деревни проходит высоковольтная линия электропередачи, которая следует с Новолукомля в Толочин.

## Население
Население на момент образования деревни составляло 290 человек. Всего в деревне находилось на тот момент 156 домов. Население по переписи 2011 года составляет 98 человек. А количество зданий составляет 50 домов.

## География

### Озёра
В деревне Гора расположено два озера — Черейское и Чемерица. Оба озера связаны между собой каналом шириной в 3 метра, который проходит через лес. Весной по каналу идет рыба на нерест, поэтому весной на канале очень много рыбаков. Основная рыба обитающая в озере, это — Щука, Окунь, Лещ.
Озеро Чемерица является не пригодным для купания.
Озеро Черейское наоборот, является чистым. К деревне Гора до 2010 годы был небольшой пляж (назв. жит. дер. Гора — купелища). В 2010 году оно заросло аиром и было не пригодным для купания. Расстояние от деревни составляет 3.2 километра. Ещё один пляж находится в деревне Черея.
На юге, возле мелиоративных каналов, находится река Ракитовка, которая впадает в озеро Селява.

## Леса
С юга и с севера, деревню окружают леса. Оба леса являются смешанными.
Высота над уровнем моря 191 м.

### Дороги

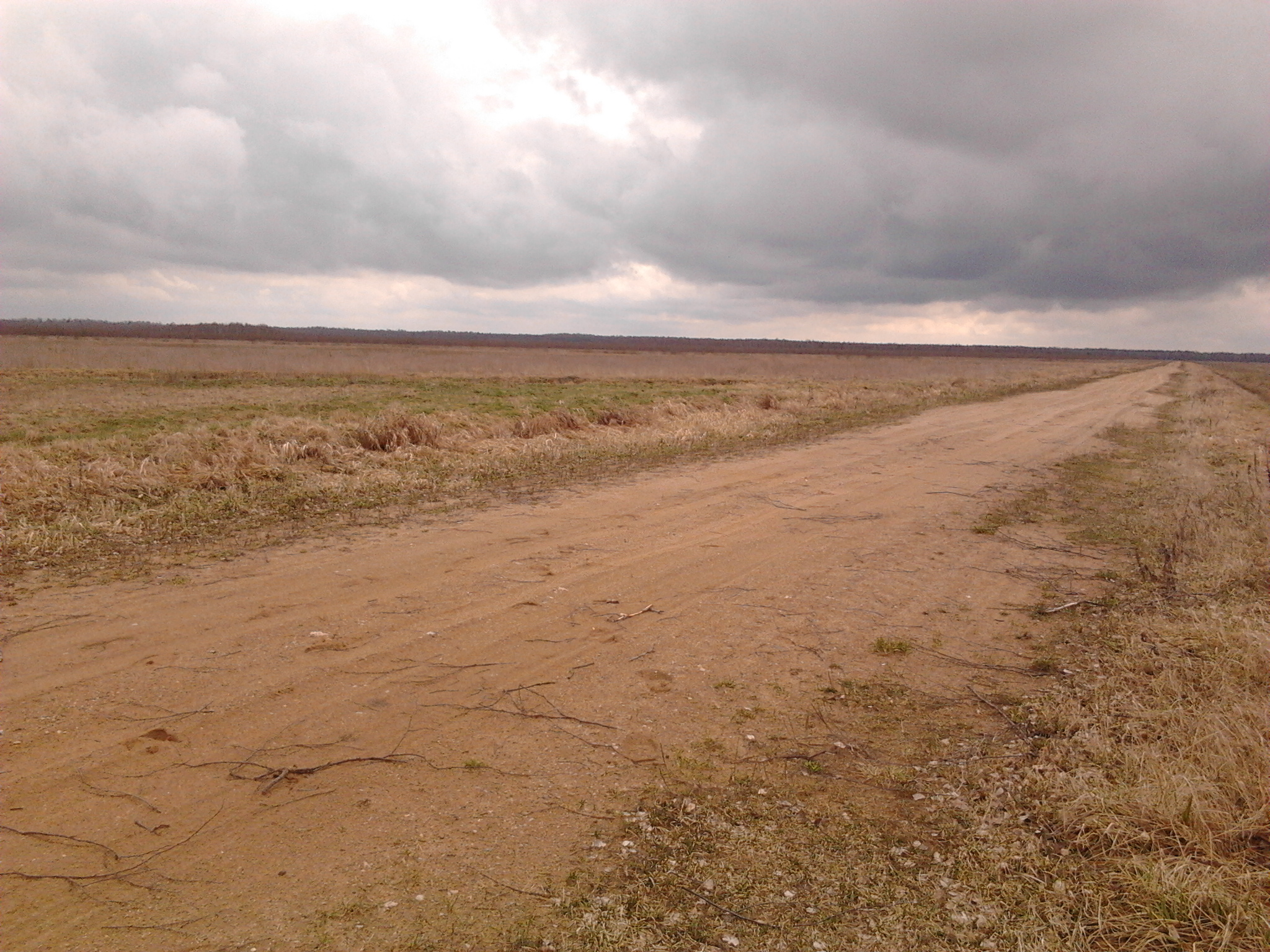
Дорога в Подмошье, со стороны Садового посёлка

Через деревню проходит дорога, которая связывает деревню Черея и деревню Антополье. Дорога между деревнями является грунтовой. В самой же деревне проложен асфальт. Есть ещё одна однополосная грунтовая дорога, которая связывает Гору и деревню Подмошье с юга.
Во время войны через деревню проходила трасса на Витебск.
В первой половине XX века, по Восово проходила дорога с Череи на Сенно.

## Полезные ископаемые

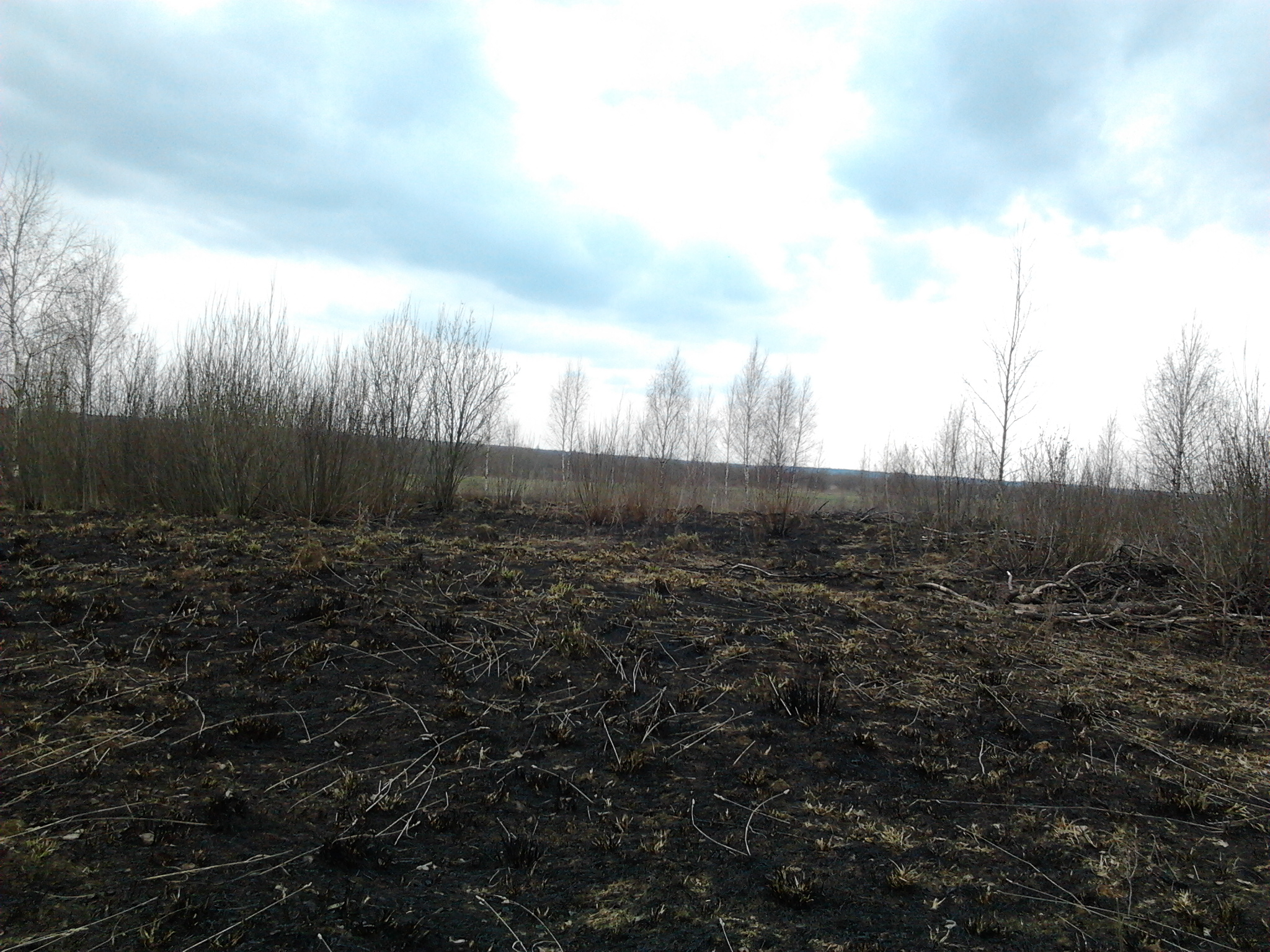
Торфяные болота после пожара

Во время проведения осушения земель, было замечено большое количество залежа торфа, к югу от деревни. Добыча не велась. Однако из-за большого количества горючих полезных ископаемых, по весне часто происходит пожар. Пожары достигают до деревни, но их останавлювают не большие ручьи, которые были сделаны во время Мелиорации земель.

### Животный мир
Животный мир деревни Гора очень разнообразен — от змей до крупных крупнорогатых животных.
В окрестностях деревни основные обитающие змеи — уж (80 %), гадюка (20 %). Змеи активно истреблялись, когда ходили рыбаки на ловлю рыбы в канале от озера Черейского до озера Чемерица.
Волки — ещё одни обитатели возле деревни. С ними активно боролись, когда деревни ещё не было, а были хутора. Активно с ними боролись в Пырховщине. Начиная с 2000 года Волков мало кто видел.
Часто на сельскохозяйственных угодьях жители видели стаи кабанов. Кабаны обитали только возле озёр.

## История
Деревня была построена в 30-х годах прошлого столетия. Но первые упоминания появились ещё в начале 20 века. В этот период деревня носила название Эльбрус. В деревне размещался также совхоз Эльбрус, который охватывал несколько хуторов — Дидава, Пырховщина, Ленинский, Ляхово, Белорус, Садовый посёлок. Был и другой совхоз — Восово, который охватывал — Детский посёлок и Восово. Самое первое упоминания деревни на карте было сделано в 1937 году РККА. В тот период в деревне проживал 31 человек. Позже строительство было вызвано сносом близлежащих хуторов. Всего возле деревни находилось 5 хуторов: Ляхово, Белорус, Ленинский, Дидава, Пырховщина. Первоначального к деревне примкнула небольшая деревня под названием Садовый посёлок, в котором проживало 19 человек. При постройке в деревне находились школа, магазин (после построили ещё один), ферма, баня (после построили ещё один), а также завод по производству муки (местоположение: Садовый посёлок). Комбинат действовал до 1992 года. Закрыли его из-за распада Советского Союза. В 2000 году был снесен комбинат по производству муки. В августе 2007 года была закрыта школа, из-за недостатка детей в деревне. Впоследствии здание школы было сдано в эксплуатацию, как жилое строение, и было продано одному из жителей деревни. В ноябре 2011 года было закрыто на ремонт здание магазина.

## Великая Отечественная война

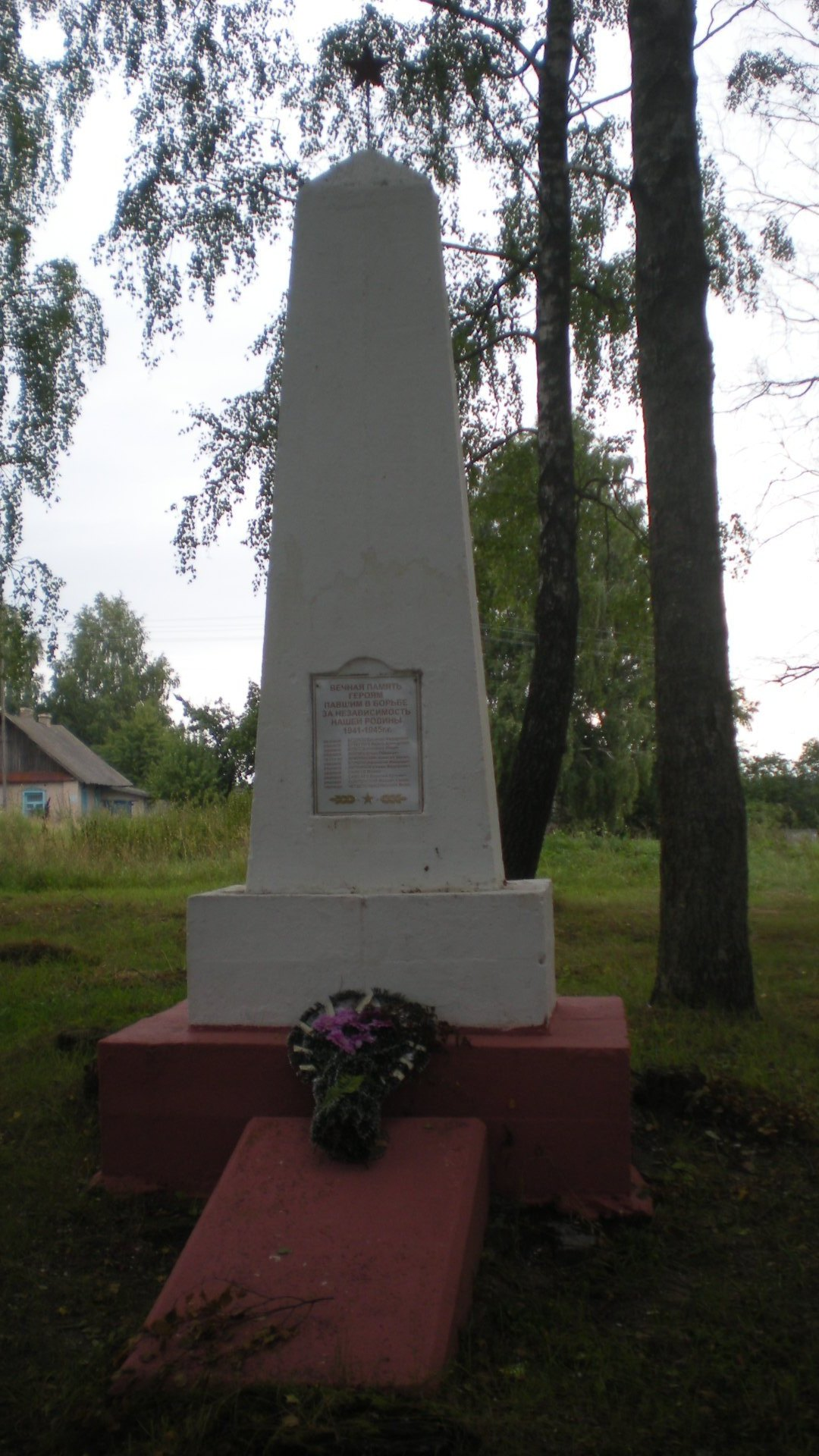
Памятник погибшим партизанам в деревне Гора

Во время Великой Отечественной войны в деревне действовало два партизанских отряда — Лионова и Дубова, которые вели тяжёлые бои в деревне, и прятались в лесах, которые находились на тот момент совсем близко от деревни. По некоторым данным, и по словам местных жителей, на болотах, где сейчас находятся мелиоративные участки, упал самолёт. Примерно он упал по дороге с Восово в лес, возле реки Ракитовка.
В деревне имеются два памятника партизанам.

## Телевидение
До 2012 года в Горе транслировалось только семь каналов: Общенациональное телевидение, Беларусь 1, Беларусь 2, НТВ-Беларусь, РТР-Беларусь, ВТВ, СТВ. С середины 2012 года планируется ввести цифровое телевидение. Работы по проведению цифрового телевидения проводились в августе 2011 года.

## Сельское хозяйство

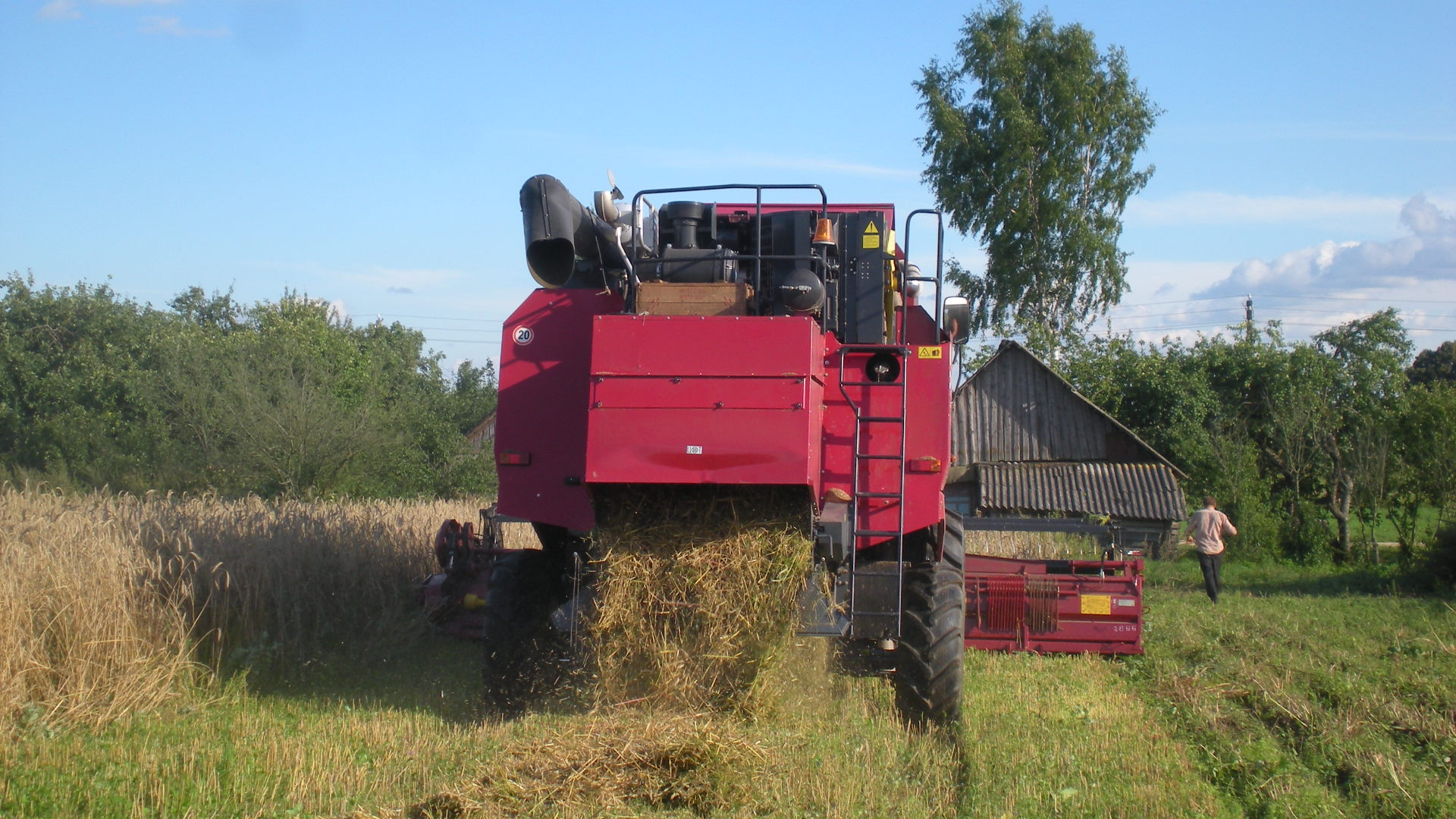
Уборочная страда в деревне Гора

Сельское хозяйство деревни представлено выращиванием зерновых культур и кормовых культур. До 1930 года, в деревне колхоз назывался Эльбрус. С 1980 года деревня была в составе КУСХП «Лукомль». До 2001 года в деревне выращивали картофель, свёклу. Но до 2009 года она была убрана из выращиваемых культур деревни.
В 1983 году в деревне проводили мелиорацию земель. Последнюю мелиорацию в деревне проводили в 2008 году. До 2001 года на мелиорируемых землях выращивали зерновые культуры. Начиная с 2001 года участки использовались под сбор корма.
С 2003 года многие земельные участки были заброшены (60 % от всей земельной площади деревни Гора). В 2009 году началось полное восстановление земель в деревне. К началу 2012 года на 90 % сельскохозяйственные угодья были восстановлены. Но мелиорируемые земли всё ещё оставались необработанными. На них с 2010 года вплотную использовались пастбища.

## Мелиорация земель

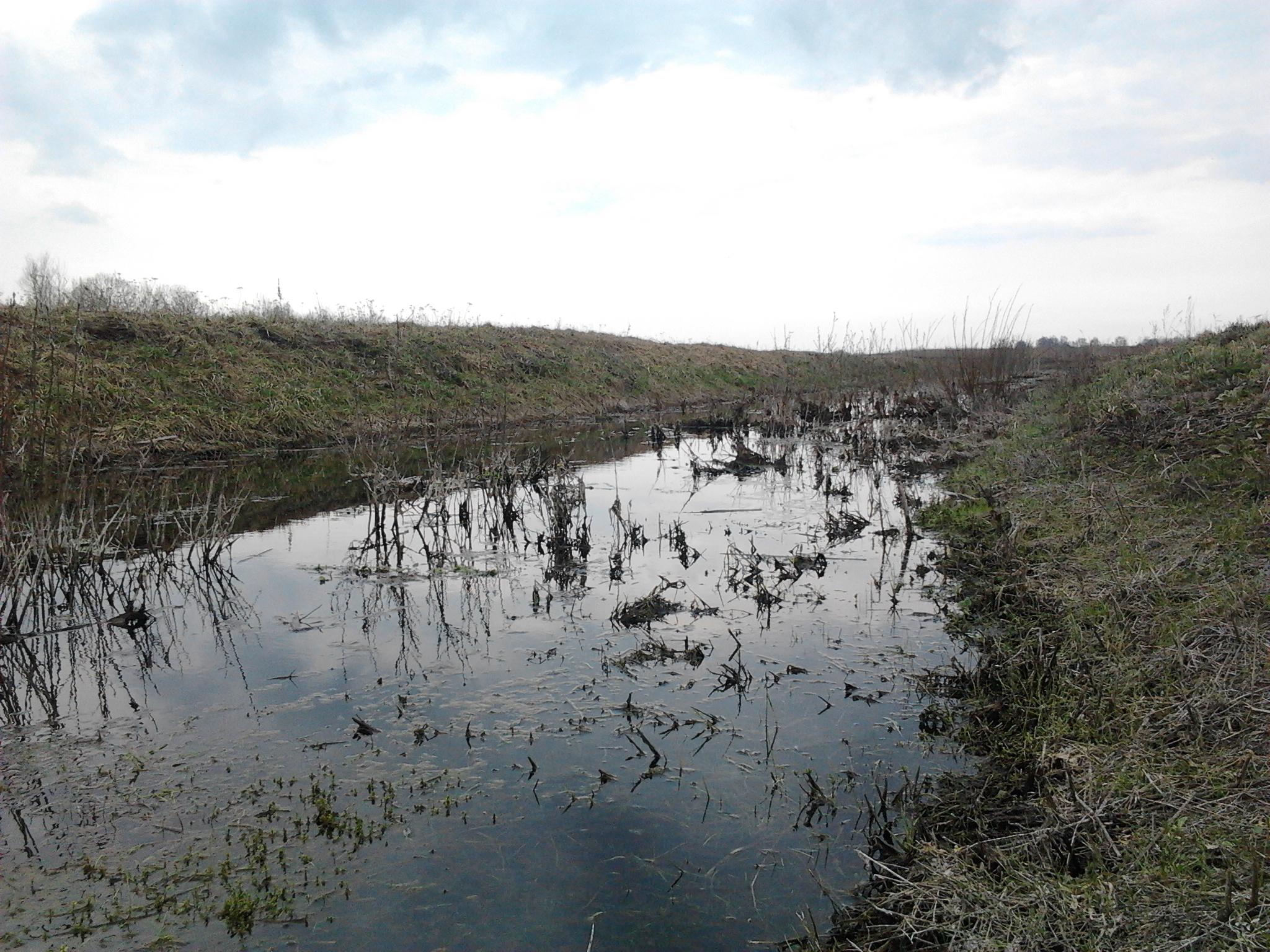
Один из мелиоративных каналов

Мелиорация земель в деревне Гора, проводилась в 80-х годах прошлого века. Планировалось срубание кустов, которые на то момент находились около деревни, осушение заболоченных земель и превращение их в поля. Почва, где вели мелиорацию, была торфяная. До 2001 года на этих землях выращивали различные культуры. Но впоследствии его бросили, и превратили в пастбище. В настоящий момент половина из земель полностью заброшена, и зарастает кустарниками. В 2008 году, мелиоративные каналы очищали.

## Транспорт
Через деревню ежедневно проходит маршрут автобуса Новолукомль — Теребени. Время движения маршрутов составляет — утром в 7:30 в Теребени, и в 9:10 в Новолукомль. Вечером — в 16:40 в Теребени, и в 18:00 в Новолукомль.
Зимой автобусы ходят ежедневно, а летом только в среду, пятницу и в воскресенье. Вызвано это из-за того, что детям зимой нужно ездить в деревню Черея в школу.

## Архитектура

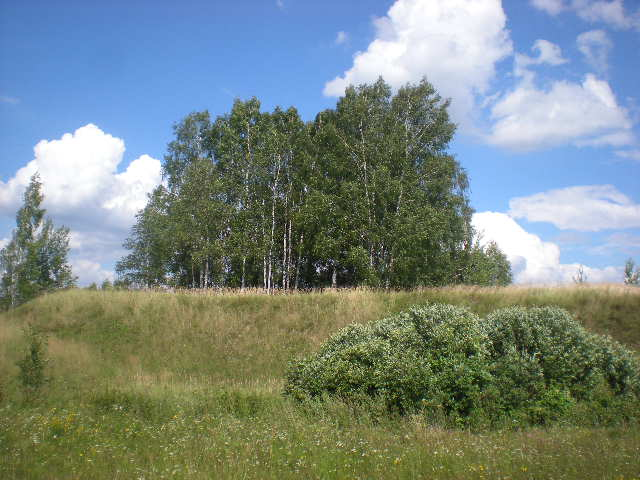
Городище

В деревне есть только один памятник архитектуры — городище. Построен он был в период раннего железного века. От него к сегодняшнему дню ничего не сохранилось. На месте городища сегодня стоит пара десятков берёз.
За Черейским озером находится памятник архитектуры 16 века — Белая церковь.
В самой деревне из объектов инфраструктуры действует только магазин. Построен он был в начале 1960-х. Открылся в 1962 году. Зимой 2011 года его закрыли на ремонт. В настоящее время он является действующим. За время ремонта зал сократили вдвое, поменяли шифер и окна.

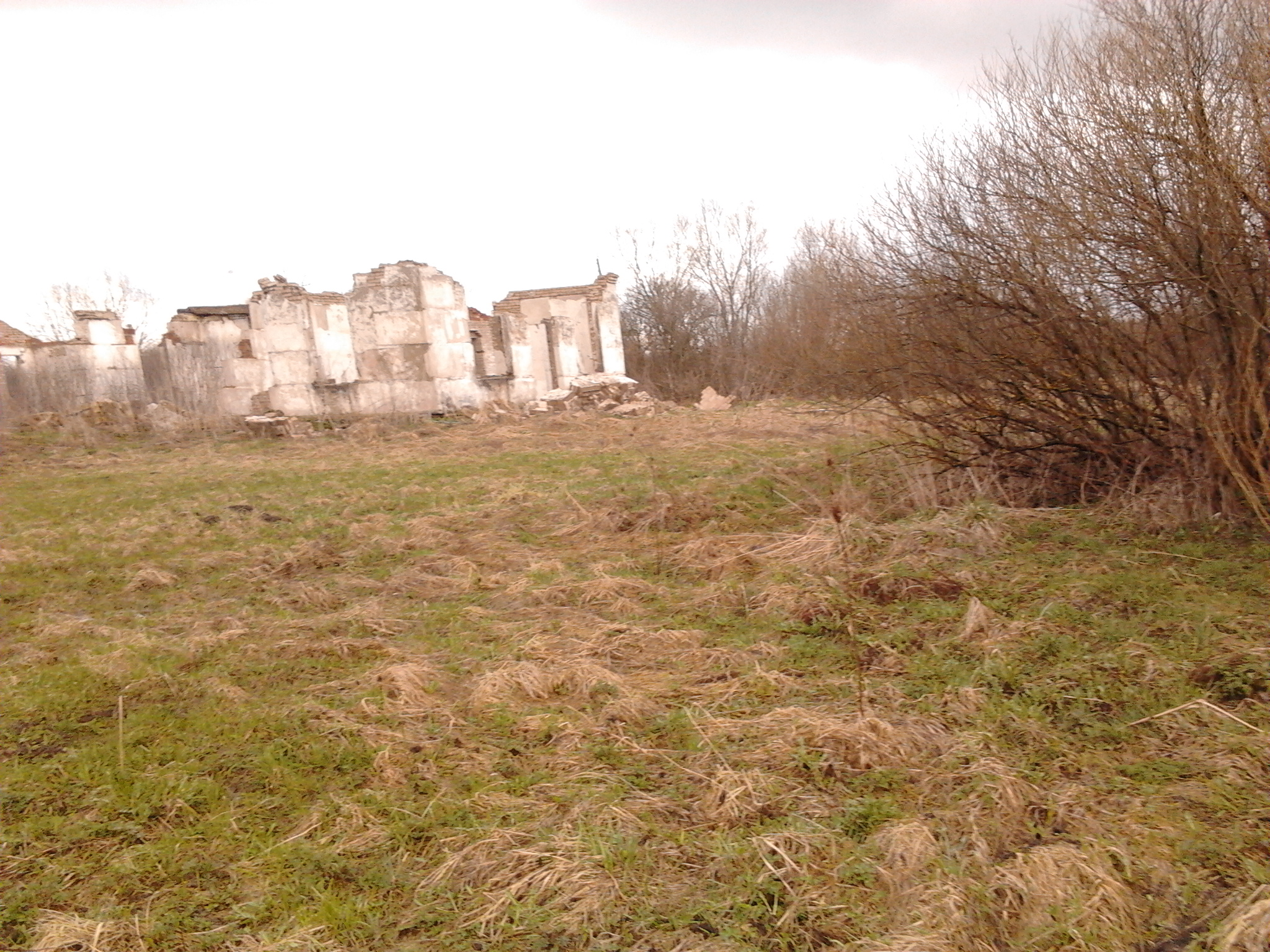
Здание клуба

До начала 21 века в деревне действовало два клуба. Один из них находился рядом с магазином, другой — возле дома № 77. В настоящий момент оба клуба перестали действовать. Самый большой клуб деревни в 2010 году снесли. О нём только напоминают развалины.
У клуба была пристройка, в которой находилась Библиотека. В настоящий момент вместе с клубом снесена.
До 2004 года, в связи с тем что клуб не работал, в частных зданиях проводились дискотеки, но впоследствии их закрыли.
Была в деревне и баня. Была она закрыта в конце 20 века, из-за малой посещаемости, и из-за того, что люди стали строить свои бани. В 2007 году баню наполовину снесли.

## Этнический состав населения
Больше всего проживает белорусов. На втором месте русские. До 2010 года проживали выходцы из Татарстана.